# Nældefeber
Nældefeber (lat: urticaria) er en ret almindelig form for allergisk reaktion. Den viser sig som et antal hævede hudpartier med en diameter på 5 mm eller mere. Huden langs yderkanten af disse pletter er ofte bleg. 
Nældefeber fremkaldes ved direkte kontakt med en allergifremkaldende genstand (almindeligvis en plante som f.eks. Kæmpe-Bjørneklo) eller symptomerne opstår som reaktion på stoffer i føden eller miljøet, som personen er allergisk overfor. 
Nogle mennesker får nældefeber som resultat af alvorlig, psykisk stress.
Mellem 15 og 20 % af den danske befolkning rammes på et tidspunkt af nældefeber. 